# Référendums de 2021 en Louisiane
Quatre référendums ont lieu le 13 novembre 2021 en Louisiane. 